# Valerie, Lady Meux

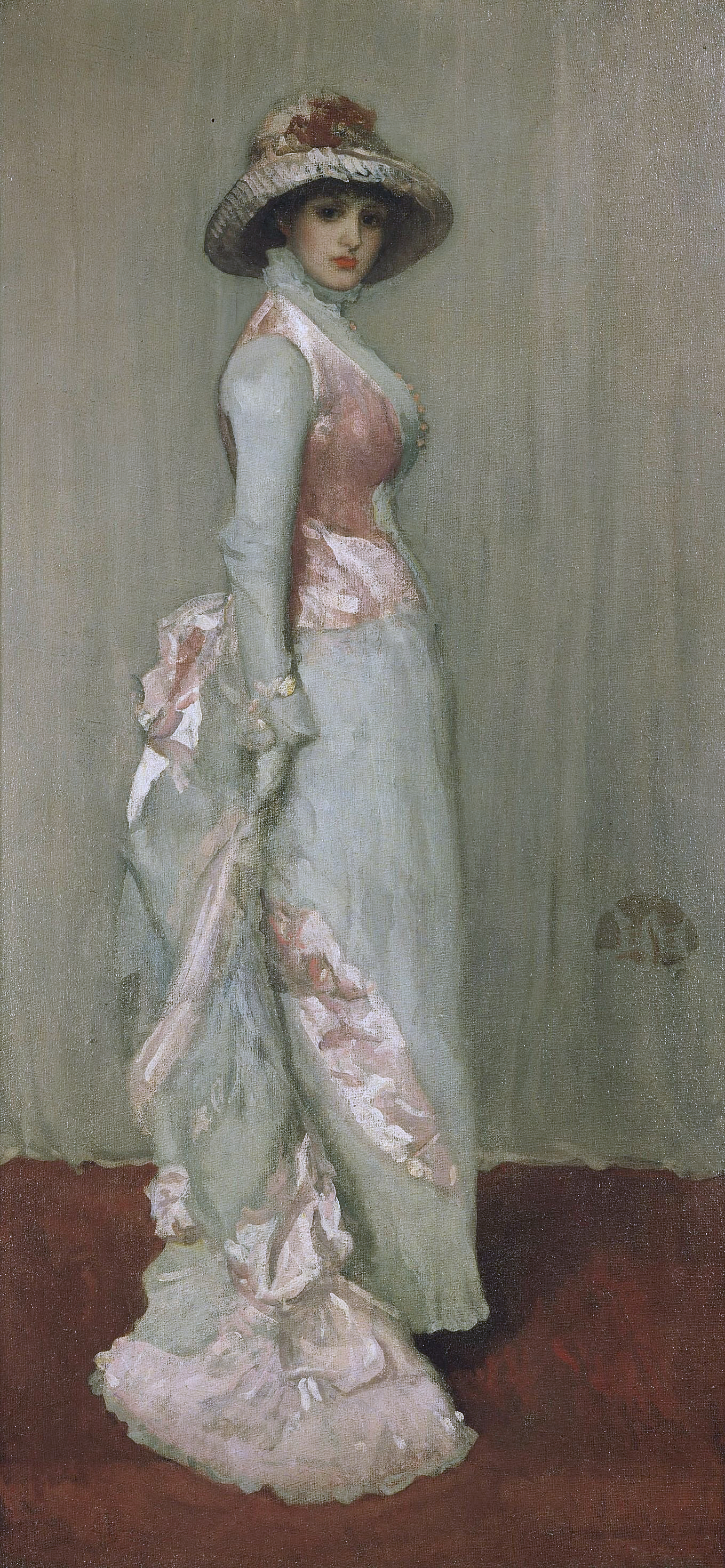
James McNeill Whistler: Lady Meux, Öl auf Leinwand, 1881

Valerie Susan, Lady Meux (* 1852 in London als Valerie Susan Langdon; † 1910 in Cheshunt, Hertfordshire) war eine britische Schauspielerin. Einige Quellen deuten an, dass sie eine Prostituierte war.

## Leben

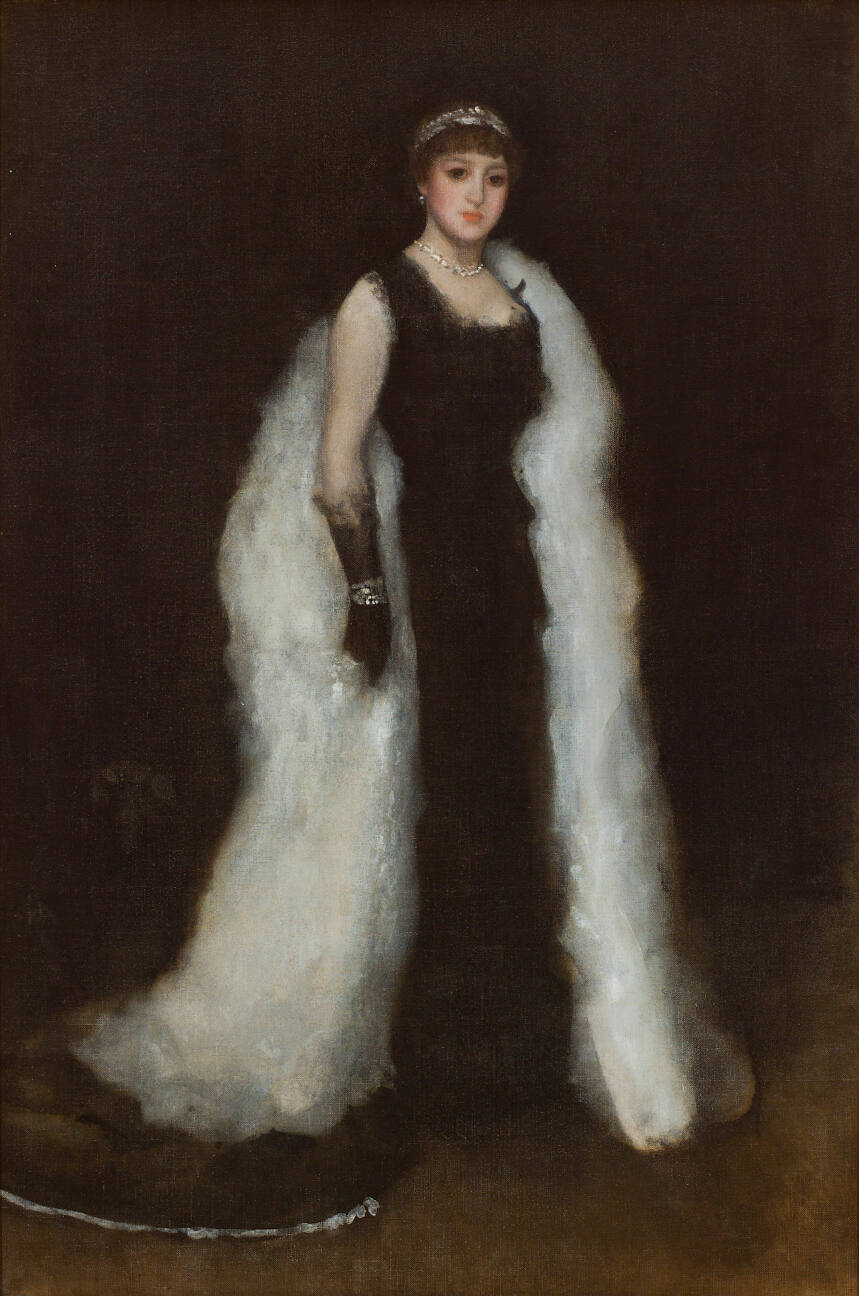
James McNeill Whistler: Lady Meux, Öl auf Leinwand, 1881

Valerie Susan Langdon war die Tochter eines Metzgers aus Devonshire. Nach einer kurzen Ehe mit einem Varieté-Künstler hatte sie zahlreiche Liebschaften, darunter eine kurze Affäre mit dem Prince of Wales und späteren König Eduard VII. und eine Liaison mit dem russischen Großfürsten Nikolai Nikolajewitsch Romanow, der ihr ein Hutatelier am Hanover Square in der Londoner Innenstadt finanzierte.
Im Jahr 1878 gab es einen Skandal, als Valerie Langdon und der wohlhabende Unternehmer Sir Henry Bruce Meux, 3. Baronet (1820–1900), Erbe eines Londoner Brauereiimperiums, heimlich heirateten. Die Flitterwochen, die nicht allein des heimischen Klatsches und Tratsches wegen sehr ausgedehnt ausfielen, führte die beiden nach Frankreich, Italien, Indien und nach Ägypten. Aus der Ehe, die allen Berichten zufolge glücklich verlief, gingen zwei Söhne hervor, die aber kurz nach der Geburt starben.
Lady Meux war eine exzentrische Schönheit, die eine renommierte Sammlung von ägyptischen Altertümern – über 800 Skarabäen und Amulette – aus Abydos und Luxor in ihrem Besitz hatte. Nach ihrem Tod vermachte Lady Meux die Sammlung dem Britischen Museum.